# 4 d'agost
El 4 d'agost és el dos-cents setzè dia de l'any del calendari gregorià i el dos-cents dissetè en els anys de traspàs. Queden 149 dies per finalitzar l'any.

## Esdeveniments
Països Catalans
- 1889, Palma, Mallorca: s'hi publica el primer número de la segona època del setmanari La Roqueta.
- 1897, Elx: un treballador del camp descobreix casualment la Dama d'Elx.[1]

Resta del món
- 1789, París: l'Assemblea Constituent francesa suprimeix el feudalisme.
- 1791, Svixtov, Bulgària: s'acaba la guerra àustrootomana de 1788-1791 entre l'Imperi Otomà i l'Arxiducat d'Àustria amb la signatura del Tractat de Sistova.
- 1836, Fortanet, Maestrat aragonès, Província de Terol: els liberals guanyen la batalla de Fortanet durant la primera guerra carlina.
- 1840, París: fracassa un cop d'estat de Lluís Napoleó.
- 1879, Ciutat del Vaticà: Lleó XIII publica l'encíclica Aeterni Patris.
- 1919, Hongria: el terror blanc substitueix al règim comunista de Bela Kun.[2]
- 1983 - 
  - Cimera de l'OAP a Tunísia.[3]
  - El socialista Bettino Craxi esdevé el cap de govern d'Itàlia.[4]
  - Alt Volta: Cop d'Estat contra el govern de Jean-Baptiste Ouédraogo per part de Thomas Sankara.[5]
- 2020, Beirut, el Líban: l'explosió al port de la ciutat de més de 2.700 tones de nitrat d'amoni té efectes devastadors en persones i estructures.

## Naixements
Països Catalans
- 1908 - Sabadell: Conrad Crespí i Vergés, sabadellenc supervivent del camp de concentració nazi de Mauthausen.
- 1915 - Sabadell: Anna Fernández Recasens, professora de piano.[cal citació]
- 1918 - Puigcerdà: Maria Teresa Bonilla i Elias, veterinària catalana, la primera dona a exercir la veterinària al Principat (m. 1992).[6]
- 1929 - Trullars: André Sanac, jugador de rugbi a 15 (m. 2015).
- 1940 - Moià: Josep Ruaix i Vinyet, sacerdot, gramàtic i escriptor català.
- 1944 - Barcelona: Lolita Ortiz, futbolista pionera del futbol femení a Catalunya.[7]
- 1965.
  - Barcelona: Núria Garcia Quera, escriptora catalana.[8]
  - Barcelona: Neus Asensi, actriu catalana de cinema i televisió.[9]
- 1970 - Gavà: Àngel Edo, exciclista català.

Resta del món
- 1521 - Roma (Itàlia): Giovanni Battista Castagna futur Papa conegut com a Urbà VII.[10]
- 1792 - Field Place, prop de Horsham (Sussex, Anglaterra): Percy Bysshe Shelley, poeta i pensador anglès. (m. 1822).[11]
- 1821 -Anchay, Jura, França: Louis Vuitton, dissenyador des de 1858.
- 1859 - Lom, Noruega: Knut Hamsun (Knut Pedersen), escriptor noruec, Premi Nobel de Literatura de l'any 1920 (m. 1952).[12]
- 1878 - Carradale: Flora Drummond, sufragista britànica (m. 1949).[13]
- 1900 - Londres, Regne Unit: Elizabeth Angela Marguerite Bowes-Lyon, reina d'Anglaterra.[14]
- 1901 - Nova Orleans (la Louisiana, EUA): Louis Armstrong, músic i cantant de jazz estatunidenc.[15]
- 1910 - Samedan, Suïssa: Selina Chönz, autora suïssa de llibres infantils en romanx engiadinès (m. 2000).[16]
- 1920 - Winchester, Kentucky (EUA): Helen Thomas, periodista i escriptora estatunidenca (m. 2013).[17]
- 1929 - 
  - el Caire (Egipte) [o Gaza o Jerusalem (Palestina), segons algunes fonts, i fins i tot un altre dia del mateix mes d'agost]: Iasser Arafat, fou president de l'Organització per a l'Alliberament de Palestina i president del país (m. 2004).[18]
  - Roma: Gabriella Tucci, soprano italiana, particularment associada al repertori italià.[19]
- 1932 - Peru, Nova York: Frances Allen, informàtica estatunidenca, pionera en el camp de l'optimització de compiladors i guanyadora del Premi Turing (m. 2020).[20]
- 1937 - Londres (Anglaterra): David Bedford, músic i compositor anglès (m. 2011).[21]
- 1956 - Cold Spring Harbor, Estats Units: Meg Whitman, empresària i alta directiva nord-americana, que va dirigir Hewlett-Packard.[22]
- 1960 - 
  - Valladolid, Espanya: José Luis Rodríguez Zapatero, president del Govern d'Espanya des del 16 d'abril del 2004 i secretari general del PSOE des del 22 de juliol del 2000.
  - Chicago, Illinois: Deborah Voigt, soprano lírico-dramàtica estatunidenca.[23]
- 1961 - Honolulu, Hawaii, EUA: Barack Obama, polític i president dels Estats Units entre 2009 i 2017, Premi Nobel de la Pau el 2009.[24]
- 1965 - Dorchester (Massachusetts, EUA): Dennis Lehane, escriptor nord-americà.
- 1966 - Limoges (França): Luc Leblanc, ciclista professional francès.
- 1968
  - Cieza (Espanya): Ignacio García Camacho, ex ciclista espanyol.
  - Graz (Àustria): Olga Neuwirth, compositora austríaca.
  - Busan (Corea del Sud): Daniel Dae Kim, actor nord-americà.
- 1972 - Saragossa (Espanya): Eva Amaral, cantant del grup espanyol Amaral.
- 1983 - Sacramento, Califòrnia (EUA): Greta Gerwig, directora, guionista i actriu de cinema estatunidenca.[25]
- 1992
  - Arezzo (Itàlia): Cole Sprouse, actor nord-americà.
  - Arezzo (Itàlia): Dylan Sprouse, actor nord-americà.[cal citació]

## Necrològiques
Països Catalans
- 1895 - Madrid: Josep Bosch i Carbonell, empresari i polític català (n. 1843).
- 1940 - Manila, Filipines: Joaquima Barceló i Pagès, religiosa catalana, fundadora de la congregació de les Germanes Augustinianes de la Mare de Déu de la Consolació.
- 1980 - Ciutat de Mèxicː Teresa Vilasetrú i Teixidó, mestra lleidatana exiliada a Mèxic.[26]
- 1985 - Cadaqués: Rosa Leveroni i Valls, escriptora catalana.[27]
- 1986 - Vigoː Mercedes Núñez Targa, política republicana catalana (n. 1911).[28]
- 1991 - Barcelona: Cassen, humorista català de cinema, teatre i televisió.
- 1995 - Barcelona: Helena Lumbreras, directora de cinema, guionista i operadora de càmera espanyola (n. 1935).[29]
- 2006 - Mataró: Mariona Galindo, castellera dels capgrossos de Mataró.[30]
- 2013 - Perpinyà: Jordi Carbonell i Tries, escriptor nord-català (n. 1920).[31]
- 2014 - Barcelona: Carmen Forns Aznar, coneguda com a Carmen de Lirio, vedet de revista, actriu i cantant (n. 1923).[32]
- 2018 - Bellaterra: Lluïsa Forrellad i Miquel, escriptora catalana (n. 1927).[33]
- 2022 - València: Santiago Grisolía García, bioquímic valencià (n. 1923).

Resta del món
- 1526, oceà Pacífic: Juan Sebastián Elcano, navegant basc.
- 1822, Riga, Imperi Rus: Kristjan Jaak Peterson, poeta estonià, un dels fundadors de la literatura estoniana (n. 1801).[34]
- 1849, Ravenna, Itàlia: Anita Garibaldi, cèlebre lluitadora i dona de Giuseppe Garibaldi (n. 1821).[35]
- 1859, Ars-sur-Formans, França: Jean-Marie Vianney, conegut com el rector d'Ars (n. 1786).[36]
- 1875, Copenhaguen, Dinamarca: Hans Christian Andersen, escriptor danès (n. 1805).[37]
- 1919, Uhlenhorst, Alemanya: Ferdinand Thieriot, compositor alemany.
- 1936, Edimburg: Phoebe Anna Traquair, artista irlandesa, il·lustradora i brodadora, vinculada al moviment Arts and Crafts (n. 1852).[38]
- 1941
  - Budapest, Hongria: Mihály Babits, poeta hongarès (n. 1883).[39]
  - Hong Kong: Xu Dishan (xinès:许 地 山), escriptor, traductor xinès, especialista en el Budisme.També se'l coneix pel seu nom de ploma Luo Huasheng (n. 1893).[40]
- 1951, Leopoldshöhe, Rin del Nord-Westfàlia, Alemanya: Emilie Winkelmann, primera arquitecta alemanya.[41]
- 1962, Brentwood, Califòrnia (EUA): Marilyn Monroe, actriu i símbol sexual estatunidenca (trobada morta després d'una aparent sobredosi de somnífers) (n. 1926).[42]
- 1977:
  - Madrid, Espanya: Antonio Machín, cantant melòdic espanyol d'origen cubà.
  - Cambridge, Anglaterra: Edgar Douglas Adrian, neuròleg anglès, Premi Nobel de Medicina o Fisiologia de 1932 (n. 1889).[43]
- 1981, Nova York, Estats Units: Melvyn Douglas, actor estatunidenc.
- 2003,
- 2004, Califòrnia: Mary Sherman Morgan, científica nord-americana de combustible per a coets del programa espacial.[44]
- 2020 - Schenectady, Nova York: Frances Allen, informàtica estatunidenca, pionera en el camp de l'optimització de compiladors i guanyadora del Premi Turing (n. 1932).[20]
- 2021 - Evergreen Park, Illinois: Paul Leighton Johnson, discjòquei e productor discogràfic estatunidenc (n. 1971).[cal citació]

## Festes i commemoracions
- Murla: Festa del Nel

### Santoral[45]

#### Església Catòlica[46]
- Sants i beats al Martirologi romà (2011): Aristarc de Tessalònica, un dels Setanta deixebles; Justí i Crescenci de Roma, màrtirs (269); Jacint de Roma, màrtir; Ia de Pèrsia, màrtir (362); Eleuteri de Bizanci, màrtir (s. IV); Onofre de Panaia, eremita; Eufroni de Tours, bisbe (573); Rainer de Split, bisbe (1180); Joan Maria Vianney, prevere, rector d'Ars (1859); a Lió: Just de Lió, bisbe.
  - Beats: Cecilia Cesarini, dominica (1290); William Horne, màrtir (1540); Friedrich Janssoone, monjo (1916); Gundisalvo Gonzalo, màrtir (1936); Josep Batalla i Parramon, Josep Rabasa i Bentanacs, Gil Rodicio Rodicio, salesians màrtirs (1936); Henryk Krzysztofik, màrtir (1942).
- Sants i beats no inclosos al Martirologi: Perpètua de Roma, mare de Nazari (ca. 80); Protasi de Colònia, màrtir; Tertul·lí de Roma, màrtir (257); Agabi de Verona, bisbe (250); Luan d'Irlanda, abat (622); Sithney de Helston, abat; translació de les relíquies de Martí de Tours.
  - Beats: Berta de Cavriglia, abadessa (1163); Cicco de Pesaro, terciari i eremita (1350); Thomas Lombard, missioner (1606).
- Serventa de Déu Joaquima Barceló i Pagès, fundadora de les Agustines de la Mare de Déu de la Consolació.
- Venerats a l'Orde de la Mercè: beats Joan de la Creu i Gil de Sevilla (1327).

#### Església Copta
- 28 Abib: Maria Magdalena, seguidora de Jesús.

#### Església Ortodoxa (segons el calendari julià)
- Se celebren els corresponents al 17 d'agost del calendari gregorià.

#### Església Ortodoxa (segons el calendari gregorià)
Corresponen als sants del 22 de juliol del calendari julià.
- Sants: Maria Magdalena, seguidora de Jesús; Focas de Sinope, bisbe màrtir (117); Agàpias, màrtir; Pompià, màrtir; Zinó; Ciril I d'Antioquia, patriarca (298); Marcela de Quios, màrtir (300 o 1500); Cebrià de Suzdal', foll en Crist (1622); Corneli de Pereiaslavl', monjo (1693); Mihail, prevere màrtir (1918); Aleksej, prevere màrtir (1931).

#### Esglésies luteranes
- Joan Maria Vianney, prevere.

#### Esglésies anglicanes
- Joan Maria Vianney, prevere.